# Guerre anglo-birmane
Le guerre anglo-birmane sono una serie di tre conflitti tra l'Impero britannico e il Regno di Birmania avvenuti tra il 1824 e il 1886 e conclusi con l'annessione della Birmania al Raj britannico.

## Cause
La causa scatenante le ostilità militari è stato l'interesse comune di britannici e birmani per alcuni territori del subcontinente indiano, in seguito la guerra ha assunto un carattere espansionistico e coloniale.

## Guerre

### Prima guerra anglo-birmana
Nel 1823, a causa delle mire espansionistiche di entrambi gli stati che entrarono in conflitto nell'attuale zona del Manipur, i Birmani guidati dal re Alaungpaya attaccarono gli inglesi nell'Assam, un tempo area controllata dai birmani e confinante con la colonia inglese dell'India. I siamesi, da tempo in conflitto con i Birmani, si allearono con i Britannici. Alla fine i birmani, sconfitti ripetutamente, si arresero e cedettero agli inglesi Arakan, Manipur e lo stesso Tenasserim. La guerra ebbe termine con il trattato di Yandaboo.

### Seconda guerra anglo-birmana
Nel 1852, a causa di alcuni problemi legati al trattato di Yandaboo che pose fine alla prima guerra anglo-birmana, James Broun-Ramsay, I marchese di Dalhousie spedì in Birmania il Commodoro Lambert come mediatore nel paese. Come casus belli provocò un confronto navale e in quella circostanza assediò Rangoon facendo scoppiare la guerra. La guerra si concluse con l'annessione di alcuni territori ai domini britannici.

### Terza guerra anglo-birmana
Nel 1885 ciò che restava della Birmania cominciò ad avere rapporti commerciali con i francesi; in seguito all'incremento delle relazioni tra i due paesi gli inglesi scelsero di attaccare invadendo il paese da sud. Il 9 novembre le forze britanniche occuparono la capitale birmana Mandalay ed ebbero maggiori problemi a salire ulteriormente a nord causa le montagne e la guerriglia. Pertanto la città di Bhamo fu presa soltanto il 28 dicembre e l'invasione fu terminata quattro giorni dopo. Nonostante ciò continuarono le resistenze di alcuni villaggi fino al 1890, che furono sedate con la forza. Alla fine l'intera Birmania perse la sua indipendenza e venne totalmente annessa all'Impero.